# Société positiviste (club politique)
 (septembre 2018).
Si vous disposez d'ouvrages ou d'articles de référence ou si vous connaissez des sites web de qualité traitant du thème abordé ici, merci de compléter l'article en donnant les références utiles à sa vérifiabilité et en les liant à la section « Notes et références ».
La Société positiviste est un club politique créé par le philosophe et mathématicien Auguste Comte (1798-1857) le 8 mars 1848. L'œuvre de diffusion des idées positivistes entreprise par la société fut poursuivie par les disciples de Comte après sa mort jusqu'à l'entre-deux guerres, période où le mouvement positiviste post-comtien périclite.

## Aux origines de la Société positiviste
Fondateur du positivisme, Auguste Comte, inspiré par la Révolution de 1848, crée une « Association libre pour l'instruction positive du peuple dans tout l'occident européen » (25 février 1848). Cette association a pour but de diffuser un ensemble de cours gratuits dans les cinq nations principales de l'occident européen. Il s'agissait surtout pour Comte d'exploiter l'enthousiasme suscité par les événements de février. Le 8 mars 1848, il crée en lieu et place, sous le même devise « Ordre et Progrès », la Société positiviste.
Celle-ci se présente sous la forme d'un club politique sur le modèle des Jacobins, société politique d'étude et d'appréciation de la vie publique. Elle doit servir de préalable à l'établissement d'un nouveau pouvoir spirituel que Comte appelle de ses vœux. En plus de son rôle politique concret, le but de cette société est de développer un système de commémorations publiques et d'installer le positivisme comme doctrine intellectuelle fondatrice d'un nouvel ordre social.
Le « noyau primitif » de la Société positiviste, outre Auguste Comte son fondateur et président, se compose d'Émile Littré (1801-1881), journaliste et homme politique, de Pierre Laffitte (1822-1903), professeur de mathématiques, du docteur Horace de Montègre (1806-1854), médecin, Fabien Magnin (1810-1884), ouvrier menuisier, Alexander William Williamson (1824-1904), chimiste britannique et André Auguste Francelle (1813-1853), ouvrier mécanicien, soit six membres fondateurs.

## La société positiviste du temps d'Auguste Comte (1848-1857)
Comte charge plusieurs des membres de la Société de proposer des idées et des réalisations concrètes dans plusieurs domaines. Une première commission est chargée  d'examiner la question du travail. Elle est composée de Jacquemin, Magnin et Belpaume, trois prolétaires positivistes, et propose son rapport en mai 1848. Une autre commission de trois membres (Laffitte, Littré et Magnin) est chargée d'établir un programme politique, adopté en août 1848, proposant une réorganisation administrative, une réduction du budget de l'armée, la suppression du budget des cultes et de l'université, et garantissant la liberté de la presse ainsi que le rôle des clubs pour la formation de l'opinion.
La Société positiviste se réunit une fois par semaine le mercredi au 10, rue Monsieur-le-Prince, dans l'appartement d'Auguste Comte. De son vivant, ce dernier recruta une cinquantaine d'adhérents dont tous ne demeurèrent pas. Le noyau des positivistes complets atteignit au plus une quarantaine d'individus.
Pour couvrir les dépenses effectuées pour la propagation du positivisme et ses propres difficultés financières, Comte instaure un « subside positiviste », le 12 novembre 1848, qui sera géré d'abord par Émile Littré, à l'époque son principal soutien, jusqu'à la brouille entre les deux hommes qui survient en 1852. Comte se charge ensuite lui-même de l'administration du subside. La première « Circulaire annuelle de la Société positiviste », datée du 14 mars 1850, insiste sur la nécessité de cette participation financière des disciples. Outre l'assurance de sa sécurité matérielle, le subside est également justifié par Comte comme une aide à la création d'une revue qu'il appelle de ses vœux, la "Revue occidentale", qui ne verra finalement pas le jour de son vivant mais trente ans plus tard, grâce à Pierre Laffitte. D'abord libre, le subside devient obligatoire pour tout "positiviste complet". En 1852, le montant total des dons s'élève à 7000 F.